# Хаким Зиеш
Хакѝм Зиѐш (на нидерландски: Hakim Ziyech; на арабски: حكيم زياش; на берберски: ⵃⴰⴽⵉⵎ ⵣⵢⵢⴰⵛ, роден на 19 март 1993 г.) е професионален нидерландски и марокански футболист, играещ като полузащитник.
Известен със своя завършващ удар, дрибъл, дълги пасове, техника и изпълнение за свободни удари. Пре 2019 г. е избран за един от 20-те най-добри футболисти в Шампионска лига сезон 2019 – 20. На края на годината заема 29-о място в класацията на „Дъ Гардиън“ за 100-те най-добри футболисти в света.
Зийеш започва професионалата си кариера в холандския клуб „Хееренвеен“ през 2012 г., две години по-късно се присъединява към „Твенте“. През 2016 г. се присъединява към отбора на „Аякс“ за сумата от 11 млн. евро. Сезон 2018 – 19 е един от най-успешните за играча, като отбелязва 16 гола и 13 асистенции. През февруари 2020 е обявен трансферът му в „Челси“ за сумата от около 40 млн. евро плюс бонуси.
Зийеш има правото да представлява Холандия или Мароко на национално ниво. През 2015 г. той обява своя избор и това е Мароко. Включен е в състава за Световоното първенство през 2018, както и в състава за Купата на Африканските нации през 2019 г.
През 2023 г. Хаким Зийеш се опитва да отиде в „Ал-Насър“, но се проваля на медицинските прегледи.